# Bruchidius minutissimus
Bruchidius minutissimus là một loài bọ cánh cứng trong họ Bruchidae. Loài này được Motschulsky miêu tả khoa học năm 1858.